# Эс-Себси, Беджи Каид
Бе́джи Ка́ид ас-Себси́ (Беджи Каид Эссебси, Беджи Каид-Эссебси, Беджи Каид эль-Себси, Беджи Каид Себси, араб. الباجي قائد السبسي‎, фр. Béji Caïd Essebsi; 26 ноября 1926, Сиди-Бу-Саид, Французский протекторат Тунис — 25 июля 2019, Тунис, Тунис) — тунисский государственный и политический деятель, адвокат, президент Туниса с 31 декабря 2014 года, премьер-министр Тунисской Республики с 27 февраля по 24 декабря 2011 года, в разные годы занимал различные министерские, дипломатические и иные государственные должности.

## Биография
Родился в городе Сиди-Бу-Саид в Тунисе, находившемся под французским протекторатом, в семье бейского махсена, обладавшего крупными земельными владениями и аграрным хозяйством. Он является правнуком Исмаила Каида Эс-Себси — мальчика, похищенного тунисскими пиратами в Сардинии в начале XIX века, а затем воспитанного семьёй бея, и позже ставшего важным членом бейского правительства.
Беджи Каид ас-Себси получил высшее юридическое образование в Париже в 1950 году и, вернувшись в Тунис, был включён в тунисскую коллегию адвокатов в 1952 году. Начал свою карьеру с защиты активистов тунисской партии «Новый Дустур». На следующий день после обретения Тунисом независимости в 1956 году Эс-Себси стал советником премьер-министра Королевства Тунис Хабиба Бургибы. Сразу после провозглашения Туниса республикой 25 июля 1957 года, занимает должность директора региональной администрации, а вскоре — генерального директора Сыскной полиции, на посту которого 31 декабря 1962 года он передал военной прокуратуре 26 обвиняемых в заговоре с целью подрыва государственной безопасности.
С 5 июля 1965 до 8 сентября 1969 года он был министром внутренних дел республики, затем недолго занимал пост министра по особым поручениям при премьер-министре. С 7 ноября 1969 и до 12 июня 1970 года — министр обороны, а затем посол Тунисской Республики во Франции. Однако в октябре 1971 года и январе 1972 года, выступив сторонником расширения демократии в Тунисе, он был вынужден покинуть должность посла, а затем вернулся в Тунис и не принимал участия в государственной деятельности вплоть до 3 декабря 1980 года, когда его во второй раз назначили министром по особым поручениям при премьер-министре.
С 15 апреля 1981 до 15 сентября 1986 года Эс-Себси — министр иностранных дел Тунисской Республики. В течение этих шести лет он сталкивается с рядом кризисных событий: бегством палестинских боевиков из Бейрута в Бизерту в 1982 году, бомбардировкой штаб-квартиры ООП в южном пригороде Туниса Хаммам-Шот израильской авиацией в 1985 году (т. н. операция «Деревянная нога») в 1985, а также переменчивой политикой соседней Ливии во главе с Муаммаром Каддафи. Деятельность Эс-Себси на посту министра иностранных дел достигла пика в день утверждения Советом Безопасности ООН резолюции № 573, осудившей израильское нападение на территорию Туниса.
После первой Жасминовой революции в Тунисе Эс-Себси в 1987—1990 годах являлся послом Тунисской Республики в ФРГ. В 1990 году, он становится спикером Палаты представителей (однопалатного парламента) Туниса, который занимает до 1991 года, а затем, вплоть до 1994 года, остаётся депутатом тунисского парламента. После этого он возобновляет свою деятельность в качестве адвоката, ведя г.о. арбитражные дела в Апелляционном суде Туниса.
Во время второй Жасминовой революции в результате второй волны волнений 27 февраля 2011 года премьер-министр страны Мохаммед Ганнуши уходит в отставку и новым премьер-министром назначается Беджи Каид Эс-Себси. Этот пост он занимал до конца года.

## На посту президента
В 2014 году Беджи Каид ас-Себси принял решение бороться за пост президента страны. На выборах в конце ноября он прошёл во второй тур вместе с действующем президентом Монсеф Марзуки. Во втором туре 21 декабря Беджи Каид ас-Себси был избран президентом. В канун Нового года он вступил на пост президента страны.
В середине 2015 года инициировал проект закона об амнистии чиновников и бизнесменов, замешанных в коррупции при прежнем режиме Бен Али, при условии возвращения ими незаконно полученных средств и уплаты штрафа. Этот закон был принят только спустя два года после бурных обсуждений и уличных протестов.
Демонстрировал примеры непотизма. При формирования коалиционного правительства в августе 2016 года премьером был назначен Юсеф Шахед, который приходился шурином сыну Эссебси. Лидером партии Нида Тунис был избран сын президента Хафед.
В 2017 году он учредил «Комитет по личным свободам и равенству», задачей которого был анализ законодательства на предмет соблюдения конституционных прав граждан и формулирование предложений по его изменению. Комитет работал в сотрудничестве с правозащитными и общественными организациями. Выступал за эмансипацию прав женщин, внёс в парламент закон о равном праве наследования имущества мужчинами и женщинами, который был одобрен кабинетом министров, но так и не ратифицирован парламентом. Против закона собирались многотысячные демонстрации традиционалистов.
Начиная с середины 2017 года Эссебси выступал с инициативами по внесению поправок в конституцию, с целью расширить президентские полномочия. Подчёркивал, что существующее распределение власти между президентом и парламентом даёт слишком много власти премьер-министру и слишком мало – президенту.
Умер 25 июля 2019 года, находясь в должности.

## Факты
- Беджи Каид ас-Себси являлся самым пожилым действующим президентом с 21 ноября 2017 года, после отставки президента Зимбабве Роберта Мугабе, и до своей смерти.
- Занимал второе место среди самых пожилых действующих глав государств, после королевы Великобритании — Елизаветы II[14].
- Беджи Каид Эс-Себси был самым пожилым действующим президентом Туниса за всё время существования данной должности.